# Утренняя прогулка
«Утренняя прогулка» (англ. A Morning Stroll) — британский короткометражный мультипликационный фильм режиссёра Гранта Орчарда. Его премьера состоялась 27 сентября 2011 года на Бруклинском международном кинофестивале. Картина создана на основе одной из историй про курицу переходящую дорогу, описанную в книге Пола Остера «True Tales of American Life».

## Сюжет
Утренний Нью-Йорк, 1959 год: Один из прохожих случайно сталкивается на улице с другим, извиняется и уже начинает идти дальше, как вдруг замечает вышедшую из-за угла здания курицу. Она проходит мимо него и поднимается на крыльцо к одной из входных дверей, и несколько раз стучит в неё клювом, после чего та открывается и курица заходит внутрь. Прохожий, наблюдавший за всей этой сценой, некоторое время стоит на месте глядя на дверь, но затем продолжает свой путь.
Утренний Нью-Йорк, 2009 год: Подросток идёт по той же улице слушая музыку через свой смартфон, он случайно сталкивается с прохожим и опрокидывает на него стакан с кофе, который тот нёс и никак не отреагировав на свою оплошность продолжает идти дальше. Из-за угла здания выходит курица и идя в том же направлении снова постучав в ту же дверь скрывается внутри здания. Увидев курицу подросток решает сфотографировать её, но отвлекается на игру в новое приложение про зомби в своём телефоне и вспоминает о курице, только когда та уже ушла.
Утренний Нью-Йорк, 2059 год: Показан постапокалиптический вид города, все здания полуразрушены, дороги завалены мусором и брошенными машинами. По улице медленно бредёт зомби. Из-за угла выходит курица и идёт в своём обычном направлении. Зомби, заметив курицу и глядя ей вслед, вдруг бросается за ней. Курица убегает пробегая под машиной, где зомби на некоторое время застревает, а курице удаётся добежать до двери здания и постучать в неё. Когда зомби выбирается из под машины и бросается к двери, та закрывается прямо перед его носом, он врезается в неё и разбивает себе голову. В этот момент фасад здания показывается в разрезе и становится виден реальный разрушенный мир за дверью и мир в цвете 1950-х за ней, где хозяин курицы запирает все замки на двери, а та начинает есть свой корм.

## Производство
Первоначально мультфильм планировалось выпустить как одноминутный ролик, для того, чтобы опробовать свои возможности в анимации, так как студия «Studio AKA» до этого специализировалась лишь на производстве рекламы. Однако под руководством Сью Гофф, продюсера студии, этот проект вырос в полноценный короткометражный фильм.
Мультфильм был нарисован в разных стилях анимации. События происходившие в 1959 году нарисованы в стиле анимации 1950-х годов и показаны чёрно-белыми, в таком же стиле показана часть финальной сцены картины, а именно события, происходившие внутри дома, в который заходила курица, в то время как весь внешний мир и события 2009 года представлены в современном стиле анимации и показаны в цвете.

## Награды
В 2012 году мультфильм номинировался на премию «Оскар» в категории «Лучший анимационный короткометражный фильм», а также получил премию BAFTA и главный приз жюри кинофестиваля «Сандэнс» в той же категории.